# Aphelinus literatus
Aphelinus literatus är en stekelart som beskrevs av Girault 1915. Aphelinus literatus ingår i släktet Aphelinus och familjen växtlussteklar. Inga underarter finns listade i Catalogue of Life.